# Денніс Ботс
Денніс Ботс (нар. 11 червня 1974 року, Кітве-Нкана, Замбія) — замбійсько-нідерландський режисер, сценарист. Найбільш відомий за екранізацією книги Жака Врінса «Восьмикласники не плачуть», 1999 року під назвою «Хороші діти не плачуть», що отримала велике визнання та виграла премію «Золоте теля» як найкращий фільм для глядачів та купу інших нагород. А також однойменною екранізацією книги Жака Врінса «Таємниці війни», 2014 року.

## Біографія
Денніс Ботс народився в замбійському місті Кітве в 1974 році. Його батьки-голландці жили в Замбії, де його батько працював. Немовлям він переїхав до нідерландського містечка Гемерт. Батько Ботса був завзятим режисером-аматором, і Денніс зняв свій перший фільм «Шетані» («Shetani»), у віці 12 років, про африканську статую, яка була куплена в Wereldwinkel і містила дух. На діяльність Денніса Ботса вплинули фільми його дитинства, такі як «Залишся зі мною», «Інопланетянин» та «Нескінченна історія». Він відвідував Macropedius College і кілька років працював на місцевому мовнику. Під час навчання в середній школі Денніс працював волонтером у місцевій телекомпанії Gemert Centraal (пізніше Omroep Centraal), у відділі телебачення. У цей період він зняв і поставив безліч фільмів. У віці 18 років Ботс переїхав до Амстердама, щоб вивчати кіно. Після закінчення середньої школи він відвідав Голландську академію кіно і телебачення, яку закінчив у 1996 році.
Денніс вперше зняв для телебачення такі серіали: «Золотий Берег» («Goudkust»), «Аромат троянди & Горілка Лайм» («Rozengeur & Wodka Lime»), «Хороші часи» («Goede tijden»), «Погані часи» («Slechte tijden») і «Травма 24/7» («Trauma 24/7»). Він зняв кілька епізодів у 2001 році, незадовго до закінчення мильної опери. З 2001 по 2002 рік він був режисером епізодів першого та другого сезонів драматичного серіалу RTL «Розенгер і Водка Лайм».
Незадовго до цього він завершив зйомки драматичного серіалу Westenwind, в якому зняв шість епізодів у шостому та сьомому сезонах. Після драматичного серіалу «Травма 24/7» і «Журнал Сінтерклааса». Денніс Ботс у 2003 році працював у Good Times, Bad Times. Незабаром після цього він почав знімати молодіжний серіал Nickelodeon «Zoop», для якого також зняв художній фільм «Zoop в Африці» в 2005 році. З моменту свого дебюту він зосереджувався на дитячих фільмах.
Денніс Ботс зняли «Анубіс і Шлях 7 гріхів», який став найпопулярнішим фільмом 2008 року в Нідерландах.
У 2012 році Денніс Ботс екранізував книгу Жака Врінса «Восьмикласники не плачуть», 1999 року, знявши фільм «Хороші діти не плачуть», що отримав велике визнання та виграла премію «Золоте теля» як найкращий фільм для глядачів та купу інших нагород. Над екранізацією книги він думав з 1999 року. Історія розповідає про дванадцятирічну дівчинку Аккі, якій діагностували лейкемію.
Згодом, у 2014 році, його фільм «Таємниці війни» отримав спеціальний приз журі «Золоте теля», прем'єра фільму відбулася на Люксембурзькому міському кінофестивалі в 2015 році. Денніс Ботс також працював над серіалами «Клітинний блок H» («Celblok H»), 2014 і «Проєкт Орфей» («Project Orpheus»), 2016. У 2017 році він зняв «Шторм: Вогняні листи», дія якого розгорталася під час протестантської Реформації. У ньому розповідається історія Сторма, хлопчика, чий батько був заарештований за друк листа Мартіна Лютера.
Денніс також зняв «Цирк Ноель» («Circus Noel») у 2019 році про дівчину, яка йде в цирк. Його написала Карен ван Холст Пеллекаан, з якою Ботс співпрацював над попередніми фільмами.
У 2020 році Ботс зняли фільм «Енгель» за романом Айзи Хоуз. Сценарій фільму написала Еллен Барендрегт і розповідає про дівчину, яка вміє виконувати бажання добрих людей.
Денніс Ботс також брав участь у створенні молодіжного серіалу «Дім Анубіса» («Het Huis Anubis»).
Він також зняв сімейний фільм 2022 року «Вечірка тітки Рити» («Het Feest van Tante Rita)».
Денніс Ботс живе у Буссумі, Нідерланди.
У свій час працював у таких компаніях:
- 1996–2006 «EndemolShine Nederland»;
- 2005–2007 «De Efteling»;
- 2006–2007 «Bijker Film & TV».

## Фільмографія
| Рік       | Оригінальна назва                                  | Українська назва                       | Тип             | Посада                    |
| --------- | -------------------------------------------------- | -------------------------------------- | --------------- | ------------------------- |
| 2025      | Woezel & Pip op avontuur in de Tovertuin           | Возел і Піп у пригоді в Чарівному Саду | Мультфільм      | Режисер                   |
| 2024      | Het feest van tante Rita 2 — De chocobom           | Вечірка тітки Рити 2 — Шоколадна бомба | Фільм           | Режисер                   |
| 2023      | Betrayal                                           | Зрада                                  | Фільм           | Режисер                   |
| 2023      | Grenzeloos verraad                                 | Безмежна зрада                         | Фільм           | Режисер                   |
| 2023      | De Rampnacht                                       | Ніч лиха                               | Серія подкастів | Режисер                   |
| 2022      | Auntie Rita's Party                                | Вечірка тітоньки Рити                  | Фільм           | Режисер                   |
| 2020      | K3: Dans van de Farao                              | K3: Танець фараона                     | Фільм           | Режисер                   |
| 2020      | Engel                                              | Ангел                                  | Фільм           | Режисер                   |
| 2019      | Circus Noël                                        | Циркове Різдво                         | Фільм           | Режисер                   |
| 2019      | Vals                                               | Неправда                               | Фільм           | Режисер                   |
| 2017      | Circus Noël                                        | Циркове Різдво                         | Телесеріал      | Режисер                   |
| 2014–2017 | Celblok H                                          | Клітинний блок H                       | Телесеріал      | Режисер                   |
| 2017      | Storm: Letters van Vuur                            | Буря: вогняні листи                    | Фільм           | Режисер                   |
| 2016      | Project Orpheus                                    | Проєкт Орфей                           | Телесеріал      | Режисер                   |
| 2015      | Code M                                             | Код М                                  | Фільм           | Режисер                   |
| 2014      | Oorlogsgeheimen                                    | Таємниці війни                         | Фільм           | Режисер                   |
| 2011–2014 | Galaxy Park                                        | Галаксі Парк                           | Телесеріал      | Креативний директор       |
| 2012–2014 | Hotel 13                                           | Готель 13                              | Телесеріал      | Режисер                   |
| 2013      | K3 en het droombed                                 | K3 і ліжко мрії                        | Відео           | Режисер                   |
| 2012      | Achtste-groepers huilen niet                       | Хороші діти не плачуть                 | Фільм           | Режисер                   |
| 2011–2012 | Bobo                                               | Бобо                                   | Телесеріал      | Креативний директор       |
| 2008–2011 | Amika                                              | Аміка                                  | Телесеріал      | Креативний директор       |
| 2011      | Anubis — De torn van Balor                         | Анубіс — Розірваний з Балора           | Фільм           | Режисер                   |
| 2010      | Joris en de Draak                                  | Георгій і Дракон                       | Відео           | Режисер                   |
| 2010–2011 | Het huis Anubis en de vijf van het magische zwaard | Дім Анубіса і П'ятірка Чарівного Меча  | Телесеріал      | Креативний директор       |
| 2010      | Het huis Anubis en de terugkeer van Sibuna         | Дім Анубіса і повернення Сібуни        | Фільм           | Режисер                   |
| 2010      | Joris en de Draak                                  | Георгій і Дракон                       | Відео           | Сценарист                 |
| 2009      | Anubis en de wraak van Arghus                      | Анубіс і помста Аргуса                 | Фільм           | Режисер                   |
| 2009      | Sinterklaasjournaal: De Meezing Moevie             | Журнал Сінтерклааса: фільм про спів    | Фільм           | Режисер                   |
| 2008      | Anubis en het Pad der 7 Zonden                     | Анубіс і шлях 7 гріхів                 | Фільм           | Режисер                   |
| 2006–2008 | Spoorloos verdwenen                                | Безслідно зниклий                      | Телесеріал      | Режисер                   |
| 2007–2008 | Spangas                                            | Спангас                                | Телесеріал      | Режисер                   |
| 2007      | Plop en de pinguïn                                 | Плоп і пінгвін                         | Фільм           | Режисер                   |
| 2006–2007 | Het huis Anubis                                    | Дім Анубіса                            | Телесеріал      | Режисер                   |
| 2007      | De vliegende Hollander                             | Летючий Голландець                     | Короткометражка | Режисер                   |
| 2006      | Van jonge leu en oale groond                       | Від молодих і старих людей             | Телесеріал      | Режисер                   |
| 2006      | Sprookjesboom                                      | Казкове дерево                         | Телесеріал      | Сценарист                 |
| 2006–2011 | Elly en de wiebelwagen                             | Еллі та хиткий вагон                   | Телесеріал      | Режисер                   |
| 2005      | ZOOP in Afrika                                     | ZOOP в Африці                          | Фільм           | Режисер                   |
| 2004      | Het meisje met de zwavelstokjes                    | Дівчинка із цигарками                  | Короткометражка | Режисер                   |
| 2004–2005 | Het glazen huis                                    | Скляний будинок                        | Телесеріал      | Режисер                   |
| 2004–2006 | De afdeling                                        | Відділ                                 | Телесеріал      | Режисер                   |
| 2004–2006 | ZOOP                                               | ZOOP                                   | Телесеріал      | Режисер                   |
| 2004      | BlinQ                                              | БлінК                                  | Телесеріал      | Режисер                   |
| 2001–2004 | Rozengeur & wodka lime                             | Аромат троянди та горілка лайм         | Телесеріал      | Режисер                   |
| 2002–2003 | Westenwind                                         | Західний вітер                         | Телесеріал      | Режисер                   |
| 2002      | Trauma 24/7                                        | Травма 24/7                            | Телесеріал      | Режисер                   |
| 1998/2001 | Goudkust                                           | Золотий Берег                          | Телесеріал      | Асистент режисера/режисер |
| 2001      | Emergency Exit                                     | Аварійний вихід                        | Короткометражка | Режисер, сценарист        |
| 2001      | Sinterklaasjournaal                                | Журнал Сінтерклааса                    | Телесеріал      | Режисер                   |
| 1999      | Sneeuwwitje                                        | Білосніжка                             | Відео           | Режисер, сценарист        |
| 1997      | Reflecment                                         | Рефлексія                              | Короткометражка | Режисер, сценарист        |
| 1996      | Hugo                                               | Гюго                                   | Короткометражка | Режисер, сценарист        |
| 1990      | Goede tijden, slechte tijden                       | Гарні часи, погані часи                | Телесеріал      | Режисер                   |

## Нагороди
| Фестиваль                                           | Номінант                 | Номінація                                                                | Нагорода                      | Рік  |
| --------------------------------------------------- | ------------------------ | ------------------------------------------------------------------------ | ----------------------------- | ---- |
| Північний кінофестиваль                             | «Безмежна зрада»         | Кращий фільм                                                             | Премія «Північна корона»      | 2021 |
| Золотий і Платіновий фільм, Нідерланди              | «Безмежна зрада»         |                                                                          | Кришталевий фільм             | 2023 |
| Гаазький міжнародний кінофестиваль                  | «Безмежна зрада»         | Кращий режисер                                                           | Гаазький глобальний кінотеатр | 2023 |
| Міжнародний кінофестиваль в Уруватт                 | «Безмежна зрада»         | Найкращий міжнародний повнометражний фільм і Найкращий трейлер 2024 року |                               | 2024 |
| Міжнародний кінофестиваль «Чорна дошка»             | «Безмежна зрада»         | Найкраща драма                                                           | Груднева нагорода переможця   | 2023 |
| Міжнародний кінофестиваль Нітіін                    | «Безмежна зрада»         | Найкращий міжнародний повнометражний фільм                               |                               | 2023 |
| Золотий і Платіновий фільм, Нідерланди              | «Таємниці війни»         |                                                                          | Золотий фільм                 | 2014 |
| Міжнародний фестиваль молодого кіно «Castellinaria» | «Таємниці війни»         | Кращий фільм                                                             | Золотий замок                 | 2014 |
| Чиказький міжнародний дитячий кінофестиваль         | «Таємниці війни»         | Живий художній фільм або відео                                           | Нагорода дорослого журі       | 2014 |
| Нагорода Рембрандта                                 | «Таємниці війни»         | Найкращий голландський молодіжний фільм                                  | Премія Рембрандта             | 2015 |
| Кінофестиваль Стоуні Брук                           | «Таємниці війни»         | Найкраща характеристика                                                  | Приз глядацьких симпатій      | 2015 |
| Міжнародний кінофестиваль у Міннеаполісі Сент-Пол   | «Таємниці війни»         | Найкращий повнометражний фільм                                           | Приз глядацьких симпатій      | 2015 |
| Міжнародний кінофестиваль у Скоттсдейлі             | «Таємниці війни»         |                                                                          | Приз глядацьких симпатій      | 2015 |
| Беркширський міжнародний кінофестиваль (BIFF)       | «Таємниці війни»         | Характеристика розповіді                                                 | Приз глядацьких симпатій      | 2015 |
| Люксембурзький міський кінофестиваль                | «Таємниці війни»         | Фаворит                                                                  | Дитячий фестиваль             | 2015 |
| Нідерландський кінофестиваль                        | «Хороші діти не плачуть» | Приз глядацьких симпатій                                                 | Золоте теля                   | 2012 |
| Золотий і Платіновий фільм, Нідерланди              | «Хороші діти не плачуть» |                                                                          | Золотий фільм                 | 2012 |
| Міжнародний дитячий кінофестиваль TIFF              | «Хороші діти не плачуть» | Кращий повнометражний фільм                                              | Приз глядацьких симпатій      | 2012 |
| Міжнародний дитячий кінофестиваль TIFF              | «Хороші діти не плачуть» | Почесна згадка; Найкращий повнометражний фільм (11–13 років)             | Нагорода «Золота зірочка»     | 2012 |
| Нагорода Рембрандта                                 | «Хороші діти не плачуть» | Найкращий голландський молодіжний фільм                                  | Премія Рембрандта             | 2013 |
| Золотий і Платіновий фільм, Нідерланди              | «Хороші діти не плачуть» | Найкращий міжнародний фільм                                              | Приз глядацьких симпатій      | 2014 |
| Золотий і Платіновий фільм, Нідерланди              | «Вечірка тітки Рити»     |                                                                          | Золотий фільм                 | 2023 |
| Золотий і Платіновий фільм, Нідерланди              | «Анубіс і шлях 7 гріхів» |                                                                          | Платиновий фільм              | 2008 |
| Золотий і Платіновий фільм, Нідерланди              | «Анубіс і помста Аргуса» |                                                                          | Золотий фільм                 | 2009 |
| Сінекід                                             | «Анубіс і помста Аргуса» | Найкращий голландський фільм                                             | Приз глядацьких симпатій      | 2010 |
| Золотий і Платіновий фільм, Нідерланди              | «Анубіс і помста Аргуса» |                                                                          | Платиновий фільм              | 2010 |
| Чиказький міжнародний дитячий кінофестиваль         | «Код М»                  | Найкращий фільм у прямому ефірі                                          | Номінант Дитячого журі        | 2015 |
| Цюріхський кінофестиваль                            | «Код М»                  | Найкращий дитячий фільм                                                  | Приз глядацьких симпатій      | 2016 |
| Люксенбурзька кінопремія                            | «Шторм: Вогняні листи»   | Найкраще спільне виробництво                                             | Люксенбурзька кінопремія      | 2017 |
| Люксенбурзька кінопремія                            | «Таємниці війни»         | Найкраще спільне виробництво                                             | Люксенбурзька кінопремія      | 2016 |